# Two Harbors
Two Harbors è una città degli Stati Uniti d'America, situata in Minnesota, nella Contea di Lake, della quale è anche il capoluogo.